# Veliki Goden
Goden i Madh en albanais et Veliki Goden en serbe latin (en serbe cyrillique : Велики Годен) est une localité du Kosovo située dans la commune/municipalité de Viti/Vitina, district de Gjilan/Gnjilane (Kosovo) ou district de Kosovo-Pomoravlje (Serbie). Selon le recensement kosovar de 2011, elle compte 80 habitants, tous albanais.

## Histoire
La mosquée du village, construite en 1490, est proposée pour une inscription sur la liste des monuments culturels du Kosovo.

## Démographie

### Évolution historique de la population dans la localité
| 1948 | 1953 | 1961 | 1971 | 1981 | 1991 | 2011 |
| ---- | ---- | ---- | ---- | ---- | ---- | ---- |
| 220  | 234  | 280  | 274  | 191  | 237  | 80   |

|  |